# Võ gậy tại Đại hội Thể thao Đông Nam Á 2019
Võ gậy là một trong những môn thể thao được tranh tài tại Đại hội Thể thao Đông Nam Á 2019 ở Philippines, tổ chức từ ngày 1 đến 3 tháng 12 năm 2019 tại Trung tâm Văn hóa và Thể thao Đại học Angeles ở Angeles, Pampanga.

## Các nước tham gia
Bốn quốc gia tham gia thi đấu bộ môn gậy.
- Campuchia
- Myanmar
- Philippines
- Việt Nam

## Kết quả

### Nam

#### Gậy cứng
| Hạng mục       | Vàng                            | Bạc                      | Đồng                       |
| -------------- | ------------------------------- | ------------------------ | -------------------------- |
| Hạng Gà        | Dexler Bolambao · Philippines   | Paing Soc · Myanmar      | Deb Nget · Campuchia       |
| Hạng Gà        | Dexler Bolambao · Philippines   | Paing Soc · Myanmar      | Nguyễn Ngọc Đạt · Việt Nam |
| Hạng lông      | Niño Mark Talledo · Philippines | Vũ Văn Kiên · Việt Nam   | Sok Chhun · Campuchia      |
| Hạng lông      | Niño Mark Talledo · Philippines | Vũ Văn Kiên · Việt Nam   | Paing Win Thet · Myanmar   |
| Hạng nhẹ       | Villardo Cunamay · Philippines  | Yong Mengly · Campuchia  | Thet Naing Oo · Myanmar    |
| Hạng nhẹ       | Villardo Cunamay · Philippines  | Yong Mengly · Campuchia  | Vũ Đức Hùng · Việt Nam     |
| Hạng bán trung | Mike Bañares · Philippines      | Phú Thái Việt · Việt Nam | Moeun Bunly · Campuchia    |
| Hạng bán trung | Mike Bañares · Philippines      | Phú Thái Việt · Việt Nam | Van Lian Khawl · Myanmar   |

#### Padded stick
| Hạng mục       | Vàng                         | Bạc                                 | Đồng                       |
| -------------- | ---------------------------- | ----------------------------------- | -------------------------- |
| Hạng gà        | Jesper Huquire · Philippines | Văn Công Quốc · Việt Nam            | Deb Nget · Campuchia       |
| Hạng gà        | Jesper Huquire · Philippines | Văn Công Quốc · Việt Nam            | Nay Linn Oo · Myanmar      |
| Hạng lông      | Elmer Manlapas · Philippines | Nguyễn Đức Trí · Việt Nam           | Sok Chhun · Campuchia      |
| Hạng lông      | Elmer Manlapas · Philippines | Nguyễn Đức Trí · Việt Nam           | Ko Tin · Myanmar           |
| Hạng nhẹ       | Yong Mengly · Campuchia      | Billy Joey Valenzuela · Philippines | Aung Khaing Linn · Myanmar |
| Hạng nhẹ       | Yong Mengly · Campuchia      | Billy Joey Valenzuela · Philippines | Vũ Đức Hùng · Việt Nam     |
| Hạng bán trung | Carloyd Tejada · Philippines | Vương Thanh Tùng · Việt Nam         | Moeun Bunly · Campuchia    |
| Hạng bán trung | Carloyd Tejada · Philippines | Vương Thanh Tùng · Việt Nam         | Kyaw Thurain Tun · Myanmar |

#### Anyo
| Hạng mục                          | Vàng                           | Bạc                            | Đồng                      |
| --------------------------------- | ------------------------------ | ------------------------------ | ------------------------- |
| Quyền biểu diễn vũ khí tự do      | Crisamuel Delfin · Philippines | Ngô Văn Huỳnh · Việt Nam       | Chhem Sila · Campuchia    |
| Quyền biểu diễn vũ khí tự do      | Crisamuel Delfin · Philippines | Ngô Văn Huỳnh · Việt Nam       | Yar Zar Tun · Myanmar     |
| Quyền biểu diễn vũ khí tiêu chuẩn | Đỗ Đức Trí · Việt Nam          | Mark David Puzon · Philippines | Chhem Sila · Campuchia    |
| Quyền biểu diễn vũ khí tiêu chuẩn | Đỗ Đức Trí · Việt Nam          | Mark David Puzon · Philippines | Be Be Kyaw Aung · Myanmar |

### Nữ

#### Gậy cứng
| Hạng mục       | Vàng                           | Bạc                                 | Đồng                            |
| -------------- | ------------------------------ | ----------------------------------- | ------------------------------- |
| Hạng gà        | Jezebel Morcillo · Philippines | Nguyễn Thị Hương · Việt Nam         | Khiev Chendaroth · Campuchia    |
| Hạng gà        | Jezebel Morcillo · Philippines | Nguyễn Thị Hương · Việt Nam         | Thandar Khing · Myanmar         |
| Hạng lông      | Vũ Thị Thanh Bình · Việt Nam   | Jude Oliver Rodriguez · Philippines | Yuos Sanchana · Campuchia       |
| Hạng lông      | Vũ Thị Thanh Bình · Việt Nam   | Jude Oliver Rodriguez · Philippines | Hla Nwe Aye · Myanmar           |
| Hạng nhẹ       | Đào Thị Hồng Nhung · Việt Nam  | Si Veannsonita · Campuchia          | Moe Moe Aye · Myanmar           |
| Hạng nhẹ       | Đào Thị Hồng Nhung · Việt Nam  | Si Veannsonita · Campuchia          | Eza Rai Yalong · Philippines    |
| Hạng bán trung | Nguyễn Thị Cẩm Nhi · Việt Nam  | Thet Wai Oo · Myanmar               | Bo Chanthy · Campuchia          |
| Hạng bán trung | Nguyễn Thị Cẩm Nhi · Việt Nam  | Thet Wai Oo · Myanmar               | Erlin Mae Busacay · Philippines |

#### Padded stick
| Hạng mục       | Vàng                               | Bạc                         | Đồng                          |
| -------------- | ---------------------------------- | --------------------------- | ----------------------------- |
| Hạng gà        | Sheena Del Monte · Philippines     | Nguyễn Thị Hương · Việt Nam | Khiev Chendaroth · Campuchia  |
| Hạng gà        | Sheena Del Monte · Philippines     | Nguyễn Thị Hương · Việt Nam | Wut Yae Cho · Myanmar         |
| Hạng lông      | Jedah Mae Soriano · Philippines    | Maw Maw Oo · Myanmar        | Yuos Sanchana · Campuchia     |
| Hạng lông      | Jedah Mae Soriano · Philippines    | Maw Maw Oo · Myanmar        | Đoàn Thị Nhuần · Việt Nam     |
| Hạng nhẹ       | Ross Ashley Monville · Philippines | Moe Moe Aye · Myanmar       | Si Veannsonita · Campuchia    |
| Hạng nhẹ       | Ross Ashley Monville · Philippines | Moe Moe Aye · Myanmar       | Lê Thị Vân Anh · Việt Nam     |
| Hạng bán trung | Abegail Abad · Philippines         | Nguyễn Thị Cúc · Việt Nam   | Bo Chanthy · Campuchia        |
| Hạng bán trung | Abegail Abad · Philippines         | Nguyễn Thị Cúc · Việt Nam   | L Sheilar Min Naing · Myanmar |

#### Anyo
| Hạng mục                          | Vàng                              | Bạc                                | Đồng                          |
| --------------------------------- | --------------------------------- | ---------------------------------- | ----------------------------- |
| Quyền biểu diễn vũ khí tự do      | Mary Allin Aldeguer · Philippines | Triệu Thị Hoài · Việt Nam          | Eng Sou Mala · Campuchia      |
| Quyền biểu diễn vũ khí tự do      | Mary Allin Aldeguer · Philippines | Triệu Thị Hoài · Việt Nam          | L Sheilar Min Naing · Myanmar |
| Quyền biểu diễn vũ khí tiêu chuẩn | Eian Dray Phoo · Myanmar          | Ryssa Jezzel Sanchez · Philippines | Eng Sou Mala · Campuchia      |
| Quyền biểu diễn vũ khí tiêu chuẩn | Eian Dray Phoo · Myanmar          | Ryssa Jezzel Sanchez · Philippines | Nguyễn Phương Linh · Việt Nam |

## Bảng tổng sắp huy chương
| Hạng               | nation             | Vàng | Bạc | Đồng | Tổng số |
| ------------------ | ------------------ | ---- | --- | ---- | ------- |
| 1                  | Philippines        | 14   | 4   | 2    | 20      |
| 2                  | Việt Nam           | 4    | 10  | 6    | 20      |
| 3                  | Myanmar            | 1    | 4   | 15   | 20      |
| 4                  | Campuchia          | 1    | 2   | 17   | 20      |
| Tổng số (4 đơn vị) | Tổng số (4 đơn vị) | 20   | 20  | 40   | 80      |